# Diecéze linecká
Diecéze linecká (lat. Dioecesis Linciensis) je římskokatolická diecéze, která se nachází na severu Rakouska, sídlem biskupa je Linec. Spolu s metropolitní vídeňskou arcidiecézí, diecézí eisenstadtskou a diecézí sanktpöltenskou tvoří Vídeňskou církevní provincii. Sídelní katedrálou je Katedrála Neposkvrněného Početí Panny Marie („Mariendom“) v Linci.

## Seznam biskupů
- Ernest Johann Nepomuk von Herberstein (1783–1788)
- Joseph Anton Gall (1789–1807)
- Sigismund Ernst Hohenwart (1809–1825)
- Gregor Thomas Ziegler (1827–1852)
- Franz Joseph Rudigier (1853–1884)
- Ernest Maria Müller (1885–1888)
- Franz Maria Doppelbauer (1889–1908)
- Rudolph Hittmair (1909–1915)
- Johannes Maria Gföllner (1915–1941)
- Josephus Calasanz Fließer (1946–1955)
- Franz Zauner (1956–1980)
- Maximilian Aichern (1981–2005)
- Ludwig Schwarz (2005–2015)
- Manfred Scheuer (od 2015)

### Světící biskupové
- Josephus Calasanz Fließer (1941–1946)
- Alois Wagner (1969–1982)